# Lowell Holly Reservation
Lowell Holly Reservation ist ein 135 Acres (0,5 km²) großes Naturschutzgebiet auf den Stadtgebieten von Mashpee und Sandwich im Bundesstaat Massachusetts der Vereinigten Staaten, das von der Organisation The Trustees of Reservations verwaltet wird.

## Geschichte
Das heutige Schutzgebiet wurde nach seinem ursprünglichen Eigentümer Abbott Lawrence Lowell benannt, der es 1942 an die Trustees vererbte. Da dort etwa 250 Amerikanische Stechpalmen (ilex opaca) gedeihen, wurde der Name des Schutzgebiets um ihre englischsprachige Bezeichnung Holly ergänzt.
Obwohl das Areal zu den wenigen Standorten am Cape Cod zählt, an denen noch ältere Waldbestände zu finden sind, ist deutlich zu sehen, welche Stilrichtung im Gartenbau Lowell bevorzugte. Nachdem er das Grundstück von John Rothery erwarb, der es wiederum dem Wampanoag-Indianer Fred Jonas abgekauft hatte, pflanzte Lowell an verschiedenen Stellen Rhododendron (rhododendron ponticum und rhododendron catawbiense) und Heidekraut (kalmia latifolia). Obwohl Rhododendren am Cape Cod nicht natürlich vorkommen, bietet das milde Klima der Region in Verbindung mit dem sauren Boden einen idealen Lebensraum für diese Pflanze. 
Lowell vererbte das Schutzgebiet den Trustees in der Hoffnung, dass die dortige Pflanzenvielfalt erhalten bliebe. 1949 führte Wilfred Wheeler, Sr. seine Arbeit fort und pflanzte weitere 50 Stechpalmen an. Heute ist es das am nördlichsten gelegene Gebiet, das ein Studium der Stechpalmen ermöglicht. 1973 konnten die Trustees weitere Teilbereiche käuflich erwerben.

## Schutzgebiet
Durch das Schutzgebiet führen etwa 4 mi (6,4 km) Wanderwege teilweise entlang alter Kutschenpfade, die der Küstenlinie des Mashpee Pond und des benachbarten Wakeby Pond folgen. Die Seen verfügen über Sandstrände und reiche Fischbestände. In jeden der beiden Seen ragt jeweils eine Halbinsel des Schutzgebiets, von denen aus eine gute Sicht auf den See besteht.